# José Luís de Sousa Botelho Mourão e Vasconcelos
D. José Luís de Sousa Botelho Mourão e Vasconcelos, 1.º Conde de Vila Real ComTE • GCA (Lisboa, 9 de fevereiro de 1785 — São Petersburgo, 26 de setembro de 1855), conhecido antes do título condal como D. José Luís de Sousa foi um nobre, militar, diplomata e político português. Foi par do Reino, conselheiro de Estado, e por várias vezes ministro. Foi também morgado de Mateus, Cumeeira, Sabrosa, Arroios, Moraleiros e Fontelas.

## Biografia
Formou-se em advocacia, na Universidade de Gotinga, no Reino de Hanôver, tendo no entanto preferido uma carreira militar. Demitiu-se do Exército quando da primeira invasão francesa de Jean-Andoche Junot, tendo-a combatido a partir de 1808. Em 1809 tornou-se ajudante-de-campo de William Carr Beresford, que o apreciava pela vasta cultura mental e pelo conhecimento de várias línguas. Na luta contra o invasor francês, José Luís de Sousa chegou ao posto de tenente-coronel.
Em 1814 enveredou pela carreira diplomática, tendo sido nomeado conselheiro de embaixada em Londres. No mesmo ano seria nomeado ministro plenipotenciário em Madrid, onde prestou valiosos serviços durante o período crítico de 1814 a 1820. Neste último ano substituiu o marquês de Palmela como ministro de Portugal em Londres.
Enviado Extraordinário e Ministro Plenipotenciário para o Reino Unido entre 1820 até 1821.
Inicialmente contra a Revolução Liberal do Porto, foi demitido em 1821 do seu cargo diplomático, tendo regressado a Portugal, ficando a residir na sua casa de Mateus.
Em 1823 foi feito 1.º conde de Vila Real, por D. João VI, por decreto de 3 de julho. No mesmo ano foi elevado ao posto de brigadeiro e nomeado novamente como ministro de Portugal em Londres, cargo que exerceria até 1825.
Em 1826 tornou-se par do Reino, tendo sido incumbido pela infanta D. Isabel Maria (a regente) de ir buscar a Viena, o infante D. Miguel.
Após o golpe de D. Miguel em 1828, aceitou o cargo de secretário de Estado dos Negócios da Guerra, tendo resignado à posição pouco depois em oposição ao caminho absolutista então tomado.
Tido agora por liberal, emigrou até 1833, ano em que retomou o seu lugar na Câmara dos Pares. Fez parte do 1.º governo constitucional do duque de Palmela, ficando com a pasta dos Negócios Estrangeiros (28 de setembro de 1834 a 16 de fevereiro de 1835), ocupando posteriormente a dos Negócios da Marinha e Ultramar (16 de fevereiro a 28 de abril de 1835), e novamente a dos Negócios Estrangeiros (28 de abril a 27 de maio de 1835). Interinamente, ocupou ainda a pasta dos Negócios da Guerra (20 de março a 27 de maio de 1835).
Voltaria a servir como ministro e secretário de Estado dos Negócios Estrangeiros entre 20 de abril e 10 de setembro de 1836, no 5.º governo constitucional, do duque da Terceira, derrubado pelo Setembrismo.
Sendo cartista, não compactuou com os vencedores do golpe setembrista, demitindo-se do posto de brigadeiro. Mais tarde seria promovido a marechal-de-campo e a tenente-general.
Regressou aos elencos governativos em 1839, no 11.º governo constitucional do conde do Bonfim, inicialmente como ministro e secretário de Estado dos Negócios da Marinha e Ultramar (26 de novembro a 28 de dezembro de 1839), e depois como ministro e secretário de Estado dos Negócios Estrangeiros (28 de dezembro de 1839 a 23 de junho de 1840). Um ano depois, integraria o 12.º governo constitucional de Joaquim António de Aguiar, como ministro e secretário de Estado dos Negócios da Guerra (9 de junho de 1841 a 7 de fevereiro de 1842).
Em 1846 emigrou novamente, descontente com a política nacional, regressando apenas em 1854, altura em proferiu um forte discurso de apoio à Carta Constitucional de 1826.
Em 1855 foi nomeado como ministro de Portugal em São Petersburgo, onde faleceria pouco tempo depois.

## Vida particular
O conde de Vila Real era filho único de José Maria de Sousa Botelho Mourão e Vasconcelos (1758-1825), 5.º morgado de Mateus e de D. Maria Teresa de Noronha. Casou a 27 de agosto de 1811 com D. Maria Teresa Frederica de Sousa Holstein, filha de D. Alexandre de Sousa Holstein e de D. Isabel Juliana de Sousa Coutinho Monteiro Paim, e irmã de D. Pedro de Sousa Holstein, 1.º Duque de Palmela.
Foram pais de D. Isabel Maria de Sousa Botelho Mourão Vasconcelos, casada em 22 de Setembro de 1835, com D. João de Saldanha Oliveira Juzarte Figueira e Sousa, 3º conde de Rio Maior.

## Honras

### Nacionais
- •  Comendador da Ordem da Torre e Espada

             •  Grã-Cruz da Ordem de Avis 

             •  Cruz de ouro das campanhas da Guerra Peninsular

### Estrangeiras
- •  Grã-cruz  da Ordem de Leopoldo
- •  Grã-cruz  da Ordem de Carlos III
- •  Comendador da Ordem de S. Luís
- •  Grã-cruz  da Ordem de Sant’Ana[4]